# Action Message Format
Pour les articles homonymes, voir AMF.
AMF (sigle de Action Message Format) est un format binaire d'échange de données inspiré de Simple Object Access Protocol (SOAP). Il a été créé à l'origine pour permettre l'échange de données entre une animation Adobe Flash et d'autres systèmes comme une base de données ou un Webservice en utilisant des appels Remote Procedure Call. 
Les données AMF sont échangées en messages, chaque message étant décrit sous la forme d'un Objet ActionScript, en respectant donc les types de données du langage.
AMF a été introduit avec la sortie de Flash Player 6, dans sa version AMF 0. Il est resté inchangé jusqu'à la sortie de Flash Player 9 et d'ActionScript 3.0 ; les nouveautés du langage et ses nouveaux types de données exigeant une mise à jour des spécifications.